# Bonded By Thrash
A Bonded By Thrash az amerikai Exodus thrash metal együttes 2017-ben megjelent koncertlemeze, mely a Cannonball kiadásában jelent meg. A 2 CD-ből álló anyag gerincét egy 1990. április 2-án rögzített koncert alkotja, melyet a San Franciscoban városában található The Fillmore klubban adtak. A fellépést a KBFH rádió rögzítette, így a felvételen hallhatóak a dalok közötti átkötések, konferálások is. A felvétel még az Impact Is Imminent album megjelenése előtt készült, így a programot az első három album dalai alkotják. Érdekesség, hogy az 1989-es Fabulous Disaster album egy dal híján teljes egészében terítékre került. Az egy AC/DC feldolgozást is rejtő kiadványra bónuszként felkerült két dal 1985-ös koncertfelvétele is, valamint egy majd 10 perces interjú Kirk Hammett gitárossal, aki a korai időkről és Paul Baloff énekesről nyilatkozik. 1990-ben már John Tempesta volt az együttes dobosa, így ez az első olyan koncertanyaguk, melyen az ő dobolása hallható.

## Számlista

### CD 1
1. The Last Act of Defiance  - 4:39
2. Fabulous Disaster - 4:56
3. And Then There Were None - 4:38
4. Corruption - 5:24
5. Chemikill  - 5:05
6. Song Introduction - 1:04
7. Till Death Do Us Part - 4:20
8. The Toxic Waltz - 4:28
9. Cajun Hell - 5:29
10. Piranha - 3:41
11. Low Rider - 2:25

### CD 2
1. Song Introduction  - 0:38
2. Verbal Razors - 7:17
3. Song Introduction - 1:13
4. Braindead - 4:10
5. Like Father Like Son - 7:20
6. Exodus - 4:22
7. Song Introduction  - 1:15
8. Dirty Deeds Done Dirt Cheap (AC/DC feldolgozás) - 4:04
9. Interview with Kirk Hammet (interjú) - 9:43
10. Metal Command (1985-ös koncertfelvétel) - 4:02
11. Strike of the Beast (1985-ös koncertfelvétel) - 4:30

## Közreműködők
- Steve Souza – ének
- Gary Holt – gitár
- Rick Hunolt – gitár
- Rob McKillop – basszusgitár
- John Tempesta – dob
- Tom Hunting - dob (a Metal Command és a Strike of the Beast c. dalokban)
- Paul Baloff - ének (a Metal Command és a Strike of the Beast c. dalokban)